# Mulberry Row
Pour les articles homonymes, voir Mulberry.
Mulberry Row est une voie au sein de Monticello, la plantation américaine ayant appartenu à Thomas Jefferson près de Charlottesville, en Virginie. Au temps de son premier propriétaire, s'y trouvait le quartier des esclaves constitué de cases alignées. Elle est aujourd'hui un objet de recherches archéologiques.